# Kvadratni meter
Kvadrátni méter (oznaka m²) je izpeljana enota mednarodnega sistema enot za površino. En kvadratni meter je ploščina kvadrata z robom en meter.
En kvadratni meter ustreza:
- 0,000001 kvadratnega kilometra
- 100 kvadratnih decimetrov
- 10.000 kvadratnih centimetrov
- 1,196 kvadratnih jardov
- 10,76 kvadratnih čevljev
- 1550 kvadratnih inčev